# 黒木百花
黒木 百花（くろき ももか、1999年2月15日 - ）は、日本の女優、モデル。熊本県出身。元ギローチェマネジメント所属。

## 人物
身長150cm。血液型O型。
趣味はカメラ。特技はダンス、タイピング。
2019年、熊本美少女図鑑「ユナイテッドトヨタ賞」およびTOKYO MODELS AWARD「フォトテクニックデジタル賞」受賞。

## 出演作品

### テレビドラマ
- 暴太郎戦隊ドンブラザーズ ドン2話（2022年3月13日、テレビ朝日） - 磯野さなえ役（20代）

### ショートドラマ
- IPSA(イプサ) #素肌からわたしの自信をつくろうプロジェクト「わたしが晴れるまで」（2023年）-友人役

### 映画
- 追い焚き（2022年）

### 舞台
- 「放課後戦記　2022」（2022年11月29日～12月4日、シアターミクサ）-ダンス部　相模倣伊役

### CM
- ミルボン　WEB CM 「美容室で出会った言葉たち」（2021年）
- アサヒグループ食品 1本満足バー「満足ラップだYO」篇 （2022年）
- October Fifth Bakery 十月初五餅家　「美味篇」「送禮篇」（2023年）

### MV
- 青虫「ケーキみたいだ」（2021年）
- まなつ「エピローグ」（2022年）
- SideChest「ほとぼり」（2022年）
- He&She「アロマ」（2022年）
- マルシィ「ピリオド」（2022年）
- 竹内唯人「LIFULL(feat.asumi)」（2022年）
- えのぐ「燈し火」（2022年）
- YouNique「すばる」（2022年）
- 心之助「愛なのか情なのか」（2022年）
- 心之助「世界中のラブソングをかき集めて」（2022年）
- EINSHTEIN「My Love」（2022年）
- BLUEGOATS「またね、おやすみ」（2023年）
- FUNNY THINK「ナイトルーティン」（2023年）
- Leina 「食わず嫌い」（2024年）
- TOKYO世界「優しくなれたなら」（2024年）

### VP
- ユナイテッドトヨタ「エモーショナルファイル」

### モデル
- アンティーク着物レンタルの柏屋（2020年）
- FILA（2021年）

### 広告
- ツムラ「わたしの生理のかたち」スチールモデル（2022年）
- 資生堂 SENKA「＃すっぴん応援 コンテンツ」スチールモデル（2022年）

### 雑誌
- Cameraholics extra issue（2021年）

### LIVE
- WurtS ONLINE LIVE 2021（2021年）